# Rose d'or d'Antibes
Pour les articles homonymes, voir Rose d'or (homonymie).
La Rose d'or d'Antibes est un concours de chansons francophones organisé chaque année de 1962 à 1979 à Antibes-Juan-les-Pins.
Il a contribué à faire connaître de futures valeurs sûres de la chanson française (Jean-Jacques Debout, Michel Polnareff, Esther Galil, Serge Lama, Alain Souchon...). L'intitulé des prix et les conditions de remise (une ou deux chansons par candidat selon les années, un seul gagnant ou plusieurs prix à remettre...) participaient à l'esprit « bon enfant » de la manifestation.
Il renaît en 1994 et rassemble désormais de jeunes talents et des lauréats du festival original.

## Palmarès

### Lauréats
Quelques-unes des vedettes primées à la Rose d'or d'Antibes entre 1962 et 2010 :
- 1963: Julien Bouquet avec Au pays des merveilles.
- 1964 : Jean-Jacques Debout avec Nos doigts se sont croisés.
- 1965: Erik Montry avec D’ombre et de soleil.
- 1966 : Jacqueline Dulac avec Ceux de Varsovie, n°2 Line et Willy avec Pourquoi pas nous. Michel Polnareff est prix de la critique avec Love Me, Please, Love Me.
- 1967 : Les Troubadours, grand prix et prix de la critique avec Le Vent et la Jeunesse.
- 1969 : Nicole Croisille, avec Quand nous n’aurons que la tendresse prix d'interprétation, Serge Lama, prix de la meilleure chanson 1969 avec Une île.
- 1971 : Gérard Lenorman avec Il, Marie (chanteuse) avec Soleil.
- 1972 : Jean-Pierre Savelli avec Ciel.
- 1973 : David Christie avec Notre premier enfant, Robert Carpentier, 1er prix d'interprétation avec Passera le temps (Guy Mattéoni).
- 1974 : Marc Shelley avec Toi qui chantais, Nicole Martin, 1er prix d'interprétation avec Ce serait dommage (Boris Bergman / Jimmy Bond).
- 1975 : Clément et Virginie avec  On danse au bord de l’eau (Charles Orieux / Jacqueline Blot), William Sailly  avec Toi ma princesse en blue-jean (André Pascal / Gérard Gustin), Mike Shannon avec la Fin d'une illusion, Gérard Wagner avec Le roi soleil et Jean Miguel avec Qui a dit on ne meurt plus d’amour.
- 1976 : Harris Chalkitis avec Milady Lena.
- 1977: Mathieu Fitzgerald avec Cœur méditerranée.
- 2003 : Stenso avec La terre brûle (édition spéciale à l'Olympia).
- 2004 : Cecilem avec Hamac (édition spéciale à l'Olympia).
- 2005 : Soria avec Une fille perdue (édition spéciale à l'Olympia).
- 2006 : Lorène Devienne avec La folie (édition spéciale à l'Olympia).
- 2008 : Joseph Emmanuel avec Suis-moi.
- 2010 : Lili Ster.

### Participants
- Alain Barrière
- Frida Boccara
- Jacqueline Boyer
- Patricia Carli
- Robert Carpentier
- Jean-Paul Cara : 2e avec Un adieu en 1967
- Éric Charden
- David Christie
- Richard Cocciante
- Bernard Combia (1973)
- Nicole Croisille
- Pascal Danel
- Dave
- Jean-Jacques Debout
- Michel Delpech
- Alice Dona
- Gilles Dreu
- Esther Galil
- Corinne Sauvage
- Daniel Guichard
- Michel Jonasz
- Lenny Kuhr
- Valérie Lagrange
- Serge Lama
- Christine Lebail (1972)
- Maxime Le Forestier (1967)
- Gérard Lenorman
- Nicole Martin
- Erik Montry (1965)
- Dario Moreno
- Nana Mouskouri
- Nicoletta
- Olivia Newton-John (1971)
- Michel Polnareff
- Cliff Richard
- Michel Sardou
- Ted Scotto
- Claude-Michel Schönberg
- Alain Souchon (1973 avec L'Amour 1830)
- Bernard Tapie
- Anne Vanderlove
- David Alexandre Winter
- Thierry Cadet

### Invités Rose d'or à l'Olympia
De 2003 à 2006, le festival se déroule à Paris sur la scène de l'Olympia. Outre les artistes révélés à Antibes, d'autres vedettes et artistes sont invitées à participer au spectacle et notamment :
- Art Sullivan
- Ian Scott
- Claude Barzotti
- Gérard Blanc
- Murray Head
- Michael Jones
- Francis Lalanne
- Yves Lecoq
- Herbert Léonard
- Jeane Manson
- Gilbert Montagné
- Julie Pietri
- Fabienne Thibeault
- Audrey Valorzi
- Jacqueline Dulac
- Christian Delagrange
- Jean-François Michael